# Karabin SWD
Karabin SWD (ros. Снайперская Винтовка Драгунова; pol. karabin wyborowy Dragunowa) – radziecki samopowtarzalny karabin wyborowy skonstruowany w latach 60 XX w. przez Jewgienija Dragunowa.

## Historia
Na przełomie lat 50 i 60 XX w. dowództwo Armii Radzieckiej postanowiło ogłosić konkurs na nowy samopowtarzalny karabin wyborowy, następcę wyborowej wersji karabinu powtarzalnego Mosin wz. 1891/30. Nowa broń miała być uzbrojeniem jednego z żołnierzy drużyny lub plutonu i umożliwiać skuteczne rażenie celu wielkości człowieka z odległości do 1300 m.
Zadanie zostało powierzone biurom konstrukcyjnym Fiodora Barinowa, Jewgienija Dragunowa i Aleksandra Konstantinowa. Później dołączyło do nich biuro konstrukcyjne Michaiła Kałasznikowa. W roku 1961 do prób dopuszczono konstrukcje Dragunowa i Konstantinowa. Faworytem była konstrukcja Konstantinowa, prostsza i tańsza w produkcji (zastosowano nowoczesne technologie obróbki plastycznej). Jednak w trakcie prób poligonowych okazało się, że karabin Dragunowa jest celniejszy, bardziej niezawodny i trwalszy.
Decyzją z 3 lipca 1961 r. nową broń przyjęto do uzbrojenia Armii Radzieckiej jako „Снайперская Винтовка Драгунова”. Do karabinu skonstruowano specjalną odmianę naboju 7,62 × 54 R oznaczoną jako 7N1 (szefem konstruktorów był Wiktor Sabielnikow). Pocisk naboju 7N1 miał rdzeń ołowiany i stalowy penetrator. Dzięki odmiennej konstrukcji pocisk posiadał lepsze własności przy strzelaniu na duże odległości (broń może strzelać zwykłą amunicją 7,62 × 54 mm R, ale wzrasta wtedy rozrzut).
W następnych latach karabin SWD stał się standardowym uzbrojeniem strzelców wyborowych w większości armii państw Układu Warszawskiego.
Pierwsze egzemplarze karabinu SWD trafiły na wyposażenie Wojska Polskiego w 1965 roku. Zakupiono około 1300 sztuk karabinu, wystarczającą liczbę, by w karabin SWD wyposażyć każdą drużynę piechoty zmechanizowanej.
W następnych latach karabin był produkowany bez większych zmian konstrukcyjnych. Z czasem zastąpiono części drewniane plastikowymi. Zrezygnowano z wyposażania karabinów w zaczep bagnetu. Pojawił się za to zaczep do mocowania dwójnogu. Opracowano nową amunicję wyborową 7N14.

## Wersje karabinu SWD
- ZSRR/Rosja
  - SWD – wersja standardowa
  - SWD-S – opracowana na początku lat osiemdziesiątych wersja dla wojsk powietrznodesantowych. Posiada odejmowaną kolbę (wciśnięcie zatrzasku u góry kolby i obrócenie łącznika nad chwytem pistoletowym pozwala zsunąć kolbę do tyłu i odłączyć od broni).
  - SWDS – wersja posiadająca kolbę składaną i oddzielny chwyt pistoletowy. Skrócono także długość lufy do 565 mm. Wersja SWDS jest produkowana od 1994 roku.
  - SWU – wersja w układzie bullpup. Chwyt pistoletowy przeniesiono przed magazynek, a do zakończenia komory zamkowej zamocowano stopkę kolby. Dzięki temu udało się zmniejszyć długość broni.
  - Tigr – sztucer myśliwski różniący się szczegółami konstrukcyjnymi.
- Polska
  - SWD-M – opracowana w latach 90. w WITU polska modernizacja rosyjskiego karabinu. Broń powstawała na bazie SWD serii II, w których lufy zastępowano nowymi, cięższymi i o grubszych ściankach. Ponadto karabin zaopatrywano w mocowany na łożu odłączalny dwójnóg, nowy montaż lunety, zaś celowniki PSO-1 zastępowano celownikami LD-6x42 produkowanymi przez Przemysłowe Centrum Optyki (PCO). Planowano zmodernizować do tego standardu 160 SWD, co miało kosztować 250 000 PLN, jednak program przerwano przed dostarczeniem wszystkich egzemplarzy. Do 2007 roku wiadomo było, że dostarczono dwie partie prototypowe po 10 szt. SWD-M i partię próbną 30 szt., a więc łącznie 50 szt, SWD-M, oraz o zakupie przez Wojsko Polskie na potrzeby programu SWD-M 119 celowników optycznych LD-6[1]. W 2007 roku ujawniono, że WP posiada na uzbrojeniu 158 karabinów SWD-M[2].
- Chińska Republika Ludowa
  - Typ 79 – wersja odpowiadająca SWD
  - Typ 85 – udoskonalony Typ 79
  - NDM 86 – wersja karabinu Typ 85 produkowana na rynek cywilny (głównie amerykański). Wersje kalibru 7,62 x 54R i 7,62 × 51 NATO.
- Irak
  - AL Kadesiya – karabiny odpowiadały standardowym SWD. W trakcie pierwszej wojny w Zatoce zakłady wytwarzające karabiny "AL Kadesiya" zostały zniszczone przez lotnictwo. Produkcji już nie wznowiono.

## Opis konstrukcji

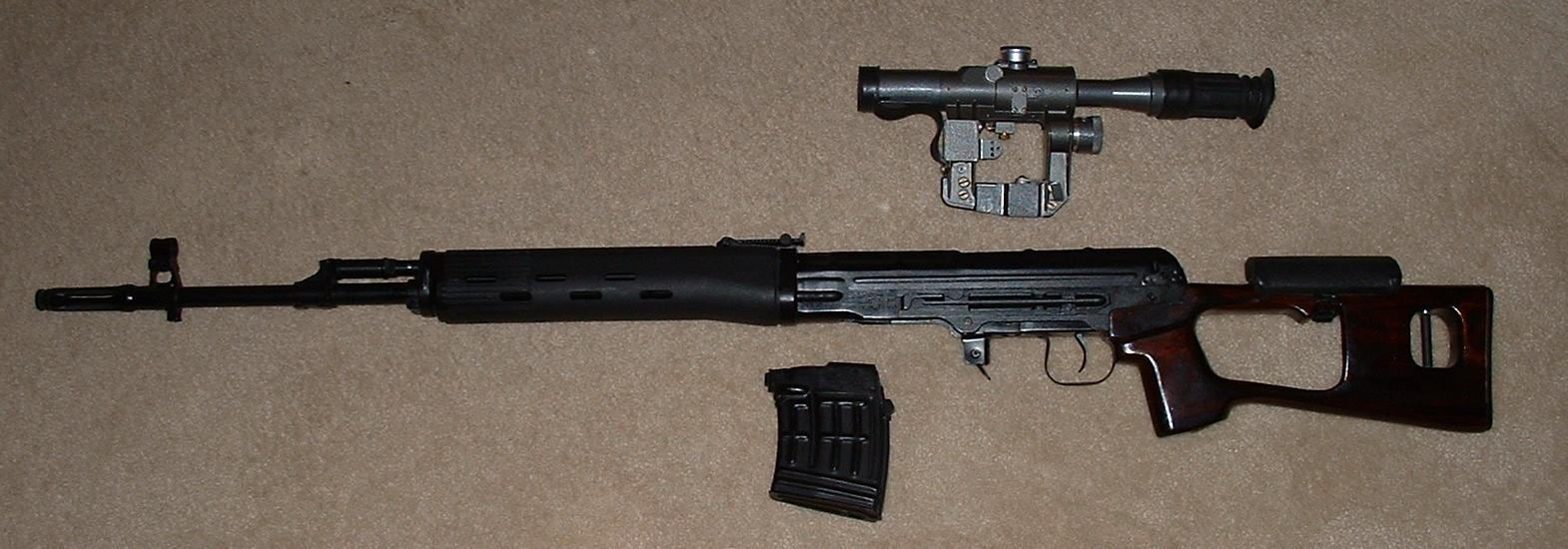
Karabin SWD po wyjęciu magazynka i demontażu celownika.

SWD jest indywidualną bronią samopowtarzalną. Zasada działania oparta na odprowadzaniu gazów prochowych przez boczny otwór lufy. Tłok gazowy o krótkim skoku. Ruch tłoka gazowego jest przenoszony na suwadło przez lekki prętowy popychacz. Ryglowanie przez obrót zamka w lewo (trzema ryglami). Mechanizm spustowy z przerywaczem tylko do ognia pojedynczego. Zasilanie z magazynków pudełkowych o pojemności 10 naboi. Na przedniej części lufy szczelinowy tłumik płomieni (we wczesnych wersjach także obsada bagnetu). Przyrządy celownicze mechaniczne składały się z muszki i celownika krzywiznowego. Karabin standardowo wyposażono w celownik optyczny PSO-1 o powiększeniu 4x.

## Dane taktyczno-techniczne
| Wzór                           | SWD        | SWD-S      | SWDS       | SWU        | Typ 85     | SWD-M      | Tigr                      |
| Nabój                          | 7,62 x 54R | 7,62 x 54R | 7,62 x 54R | 7,62 x 54R | 7,62 x 54R | 7,62 x 54R | 7,62 x 54R                |
| Długość (mm)                   | 1225       | 1225       | 1135       | 870        | 1220       | 1225       | 1100-1200                 |
| Długość z kolbą złożoną (mm)   | –          | –          | 875        | –          | –          | –          | –                         |
| Długość lufy (mm)              | 620        | 620        | 565        | 520        | ?          | 620        | 530/565/620               |
| Masa własna z celownikiem (kg) | 4,3        | ?          | 4,68       | 5,6        | 4,4        | 5,54       | zależna od typu celownika |
| Masa załadowanej broni (kg)    | 4,55       | ?          | ?          | 4,40       | ?          | ?          | ?                         |